# جاك براسارد
جاك براسارد هو صحفي وسياسي كندي، ولد في 12 يونيو 1940 في ألما في كندا. نشط حزبياً في الحزب الكيبيكي. وقد انتخب عضو الجمعية الوطنية في كيبك ‏.